# Usine des tracteurs à roue de Minsk

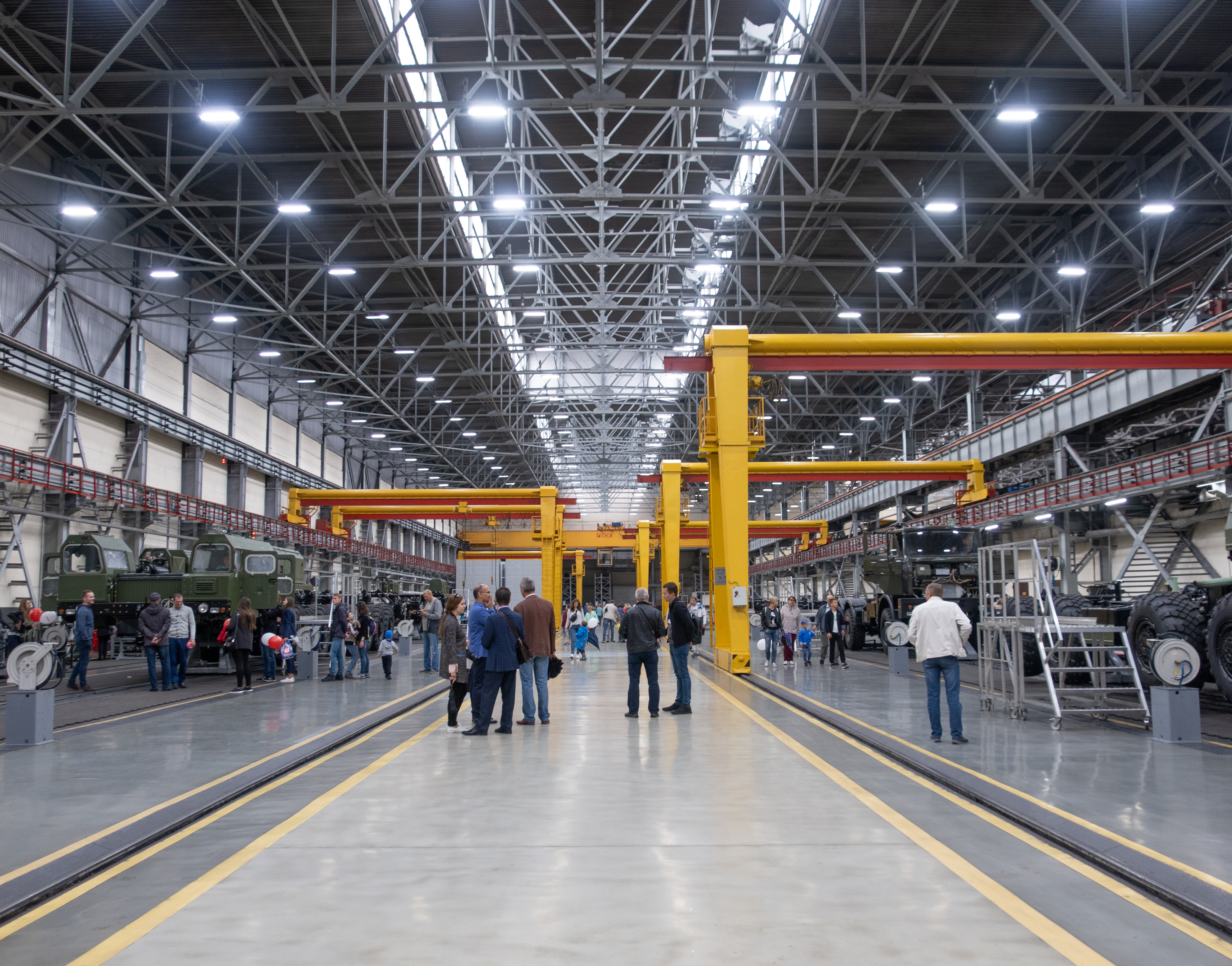
Atelier de montage

MZKT (biélorusse : Мінскі завод колавых цягачоў (МЗКЦ), Minski zabod kolavykh tsiagatchov, « Usine des tracteurs à roue de Minsk », russe : Минский завод колёсных тягачей (МЗКТ), Minskiy zabod kolïosnikh tïagatchïéy, « Usine des tracteurs à roue de Minsk ») est un fabricant de véhicules tout-terrain lourds, notamment de camions militaires, basé à Minsk, en Biélorussie. C'était autrefois une division de MAZ. Les camions civils MZKT sont de marque VOLAT (biélorusse : волат, littéralement « Géant »). MZKT se spécialise dans la production de véhicules lourds et de remorques pour les entreprises et les organisations de transport des industries de la construction, du pétrole et du gaz et de l'ingénierie.

## Histoire
En 1954, l'usine des tracteurs à roues de Minsk a été fondée pour développer des tracteurs d'artillerie. Elle a ensuite développé une série de transporteurs d'armes lourdes pour l'armée de l'URSS, y compris des camions tout-terrain lourds comme le MAZ-537 et le MAZ-7310. C'était une division de l' usine automobile de Minsk. 
En 1991, MZKT devient indépendante, et son ancienne société mère, MAZ, continue de fabriquer une gamme plus large de véhicules lourds.
En 1992, les commandes militaires ralentissent et MZKT tente d'adapter ses produits à des usages civils, tels que des camions miniers et des grues.

## Produits
De nombreux camions MZKT après l'indépendance ont continué à utiliser des cabines MAZ, qui ressemblaient à la cabine Iveco Turbostar. À partir de 2010, ils ont été remplacés par des cabines Belkarplastik, qui sont également utilisées par les camions Yarovit.

### Véhicules militaires

#### MZKT-6922

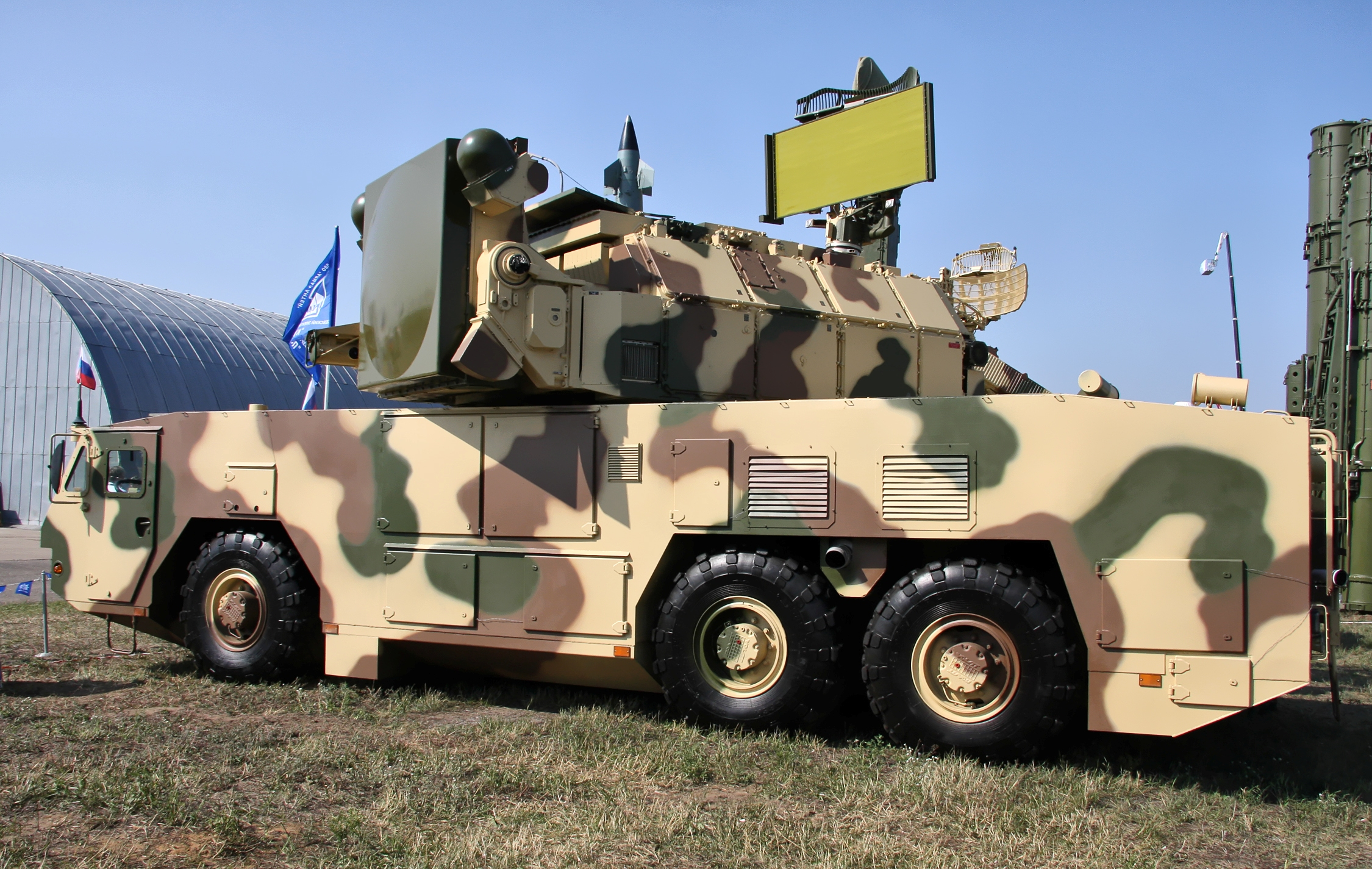
MZKT-6922 Tor

MZKT-6922, utilisé avec Tor et d'autres systèmes de missiles surface-air.

#### MZKT-79221

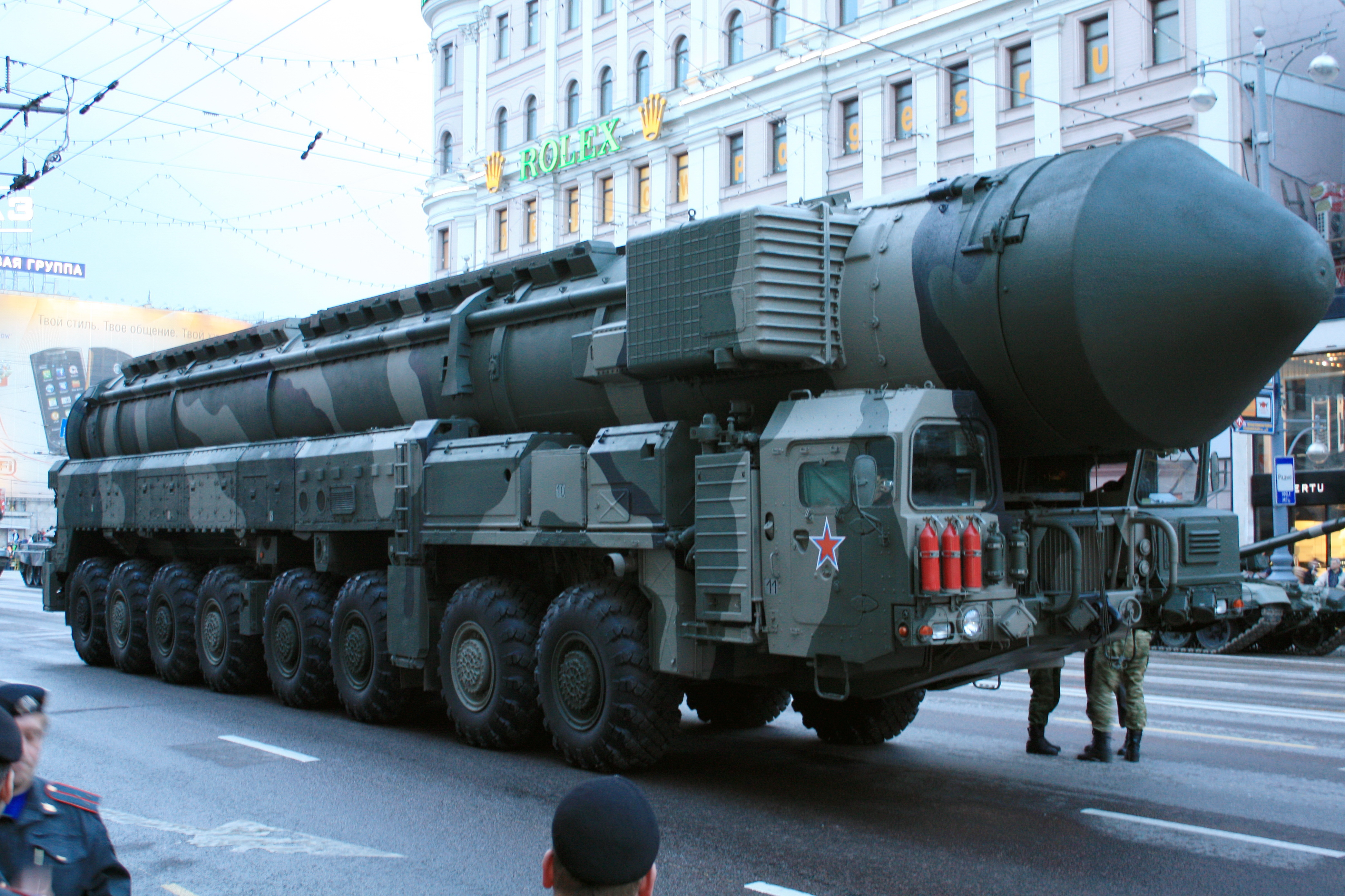
MZKT-79221

Tracteur-érecteur-lanceur du missile Topol-M. Successeur du MAZ-7917 et du MAZ-547.

#### MZKT-7930

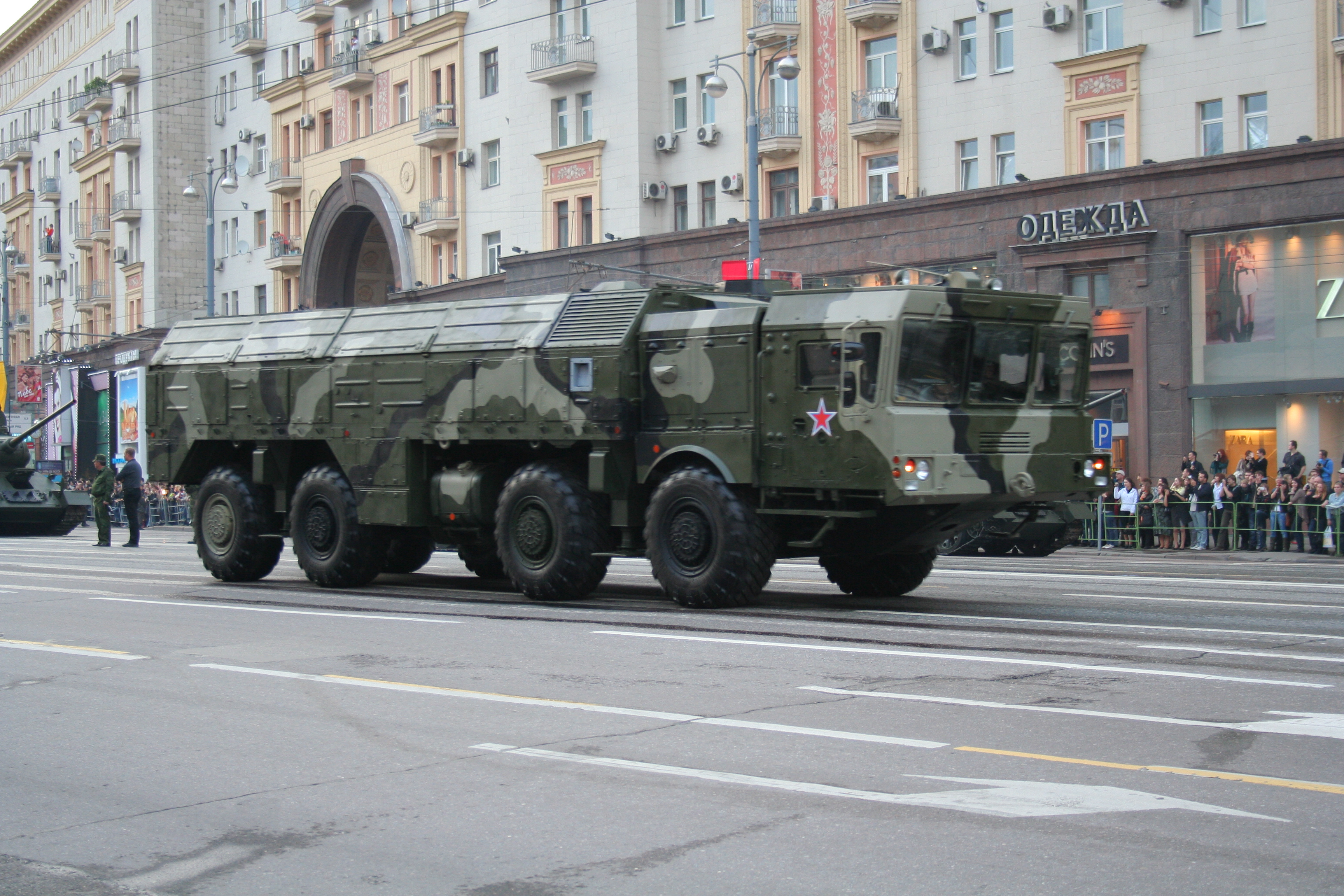
MZKT-7930 avec 9K720 Iskander

Le MZKT-7930 "Astrolog" transporte les missiles balistiques Iskander, et le système de défense aérienne Pantsir-S1, et des radars pour le système de missiles S-300.

#### MZKT-74135/74295

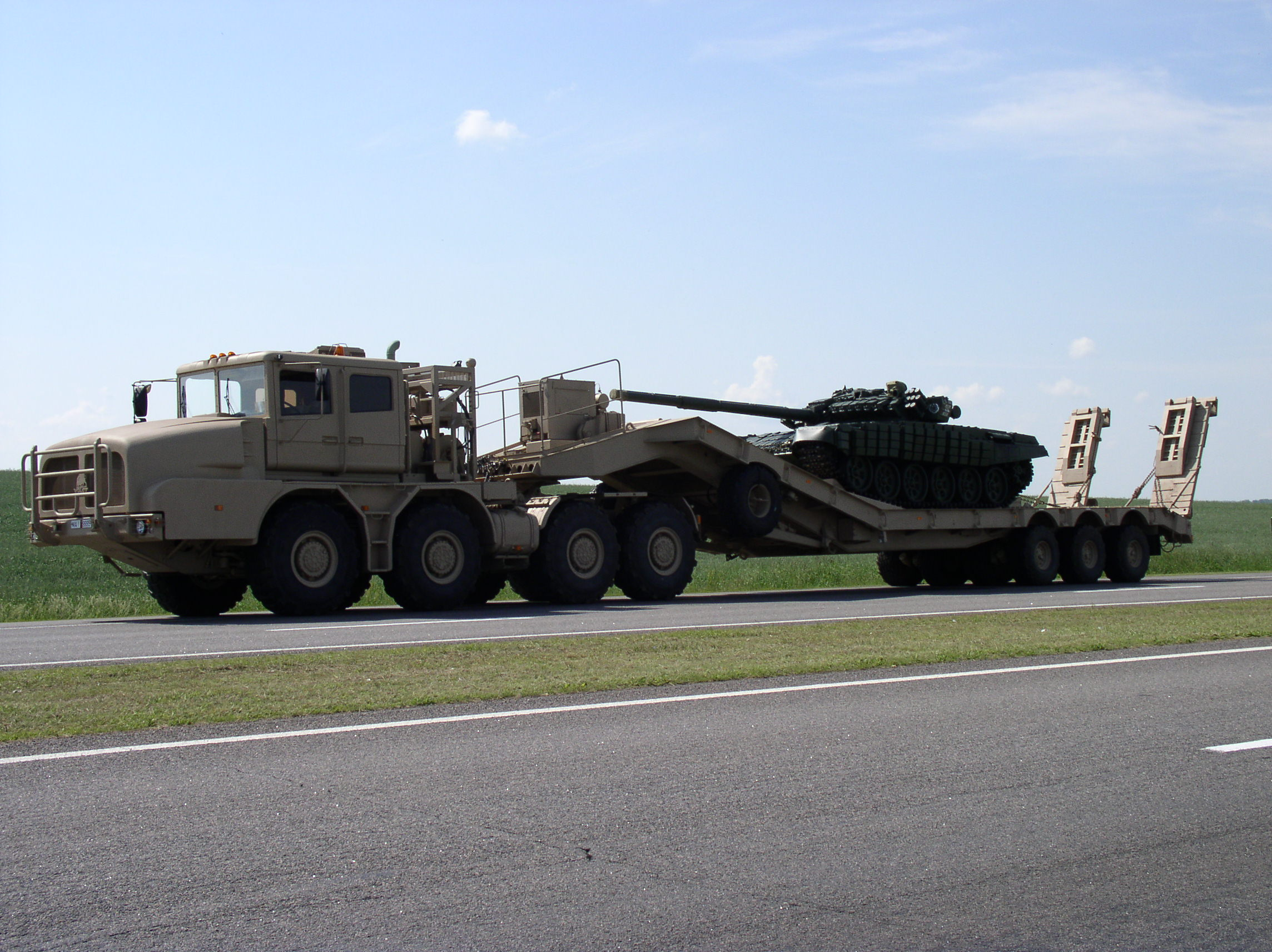
MZKT-74135 transportant un T-72

MZKT-74135, transporteur de citernes 8x8.

#### MZKT-490100

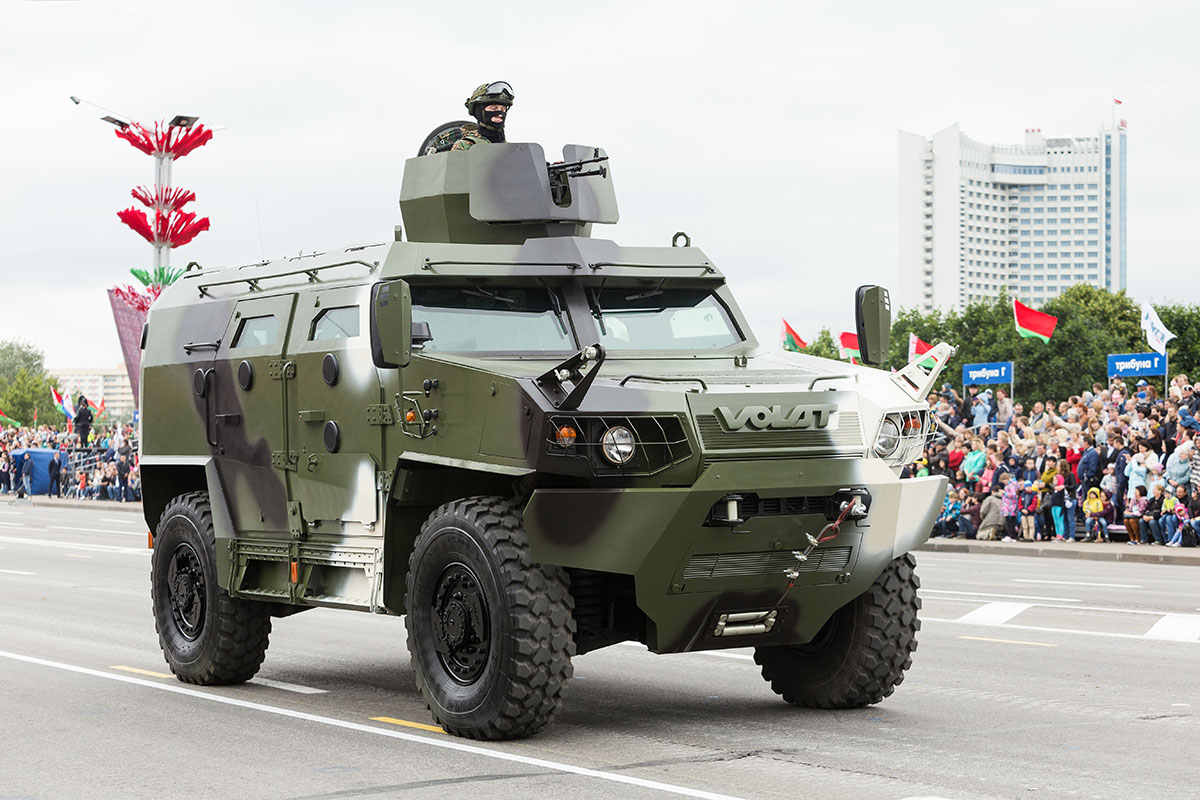
MZKT-490100

Véhicule blindé MZKT-490100 utilisé avec quatre ATGM Shershen prêts au lancement ou avec le système de brouillage Groza-S.

### Véhicules civils
- MZKT-79086, camion de champ pétrolifère 12x12[11]
- Tracteur tout-terrain MZKT-7429, 8x8[1]
- MZKT-790976, camion de champ pétrolifère 8x8[12]
- Benne MZKT-75165 8x8[13]

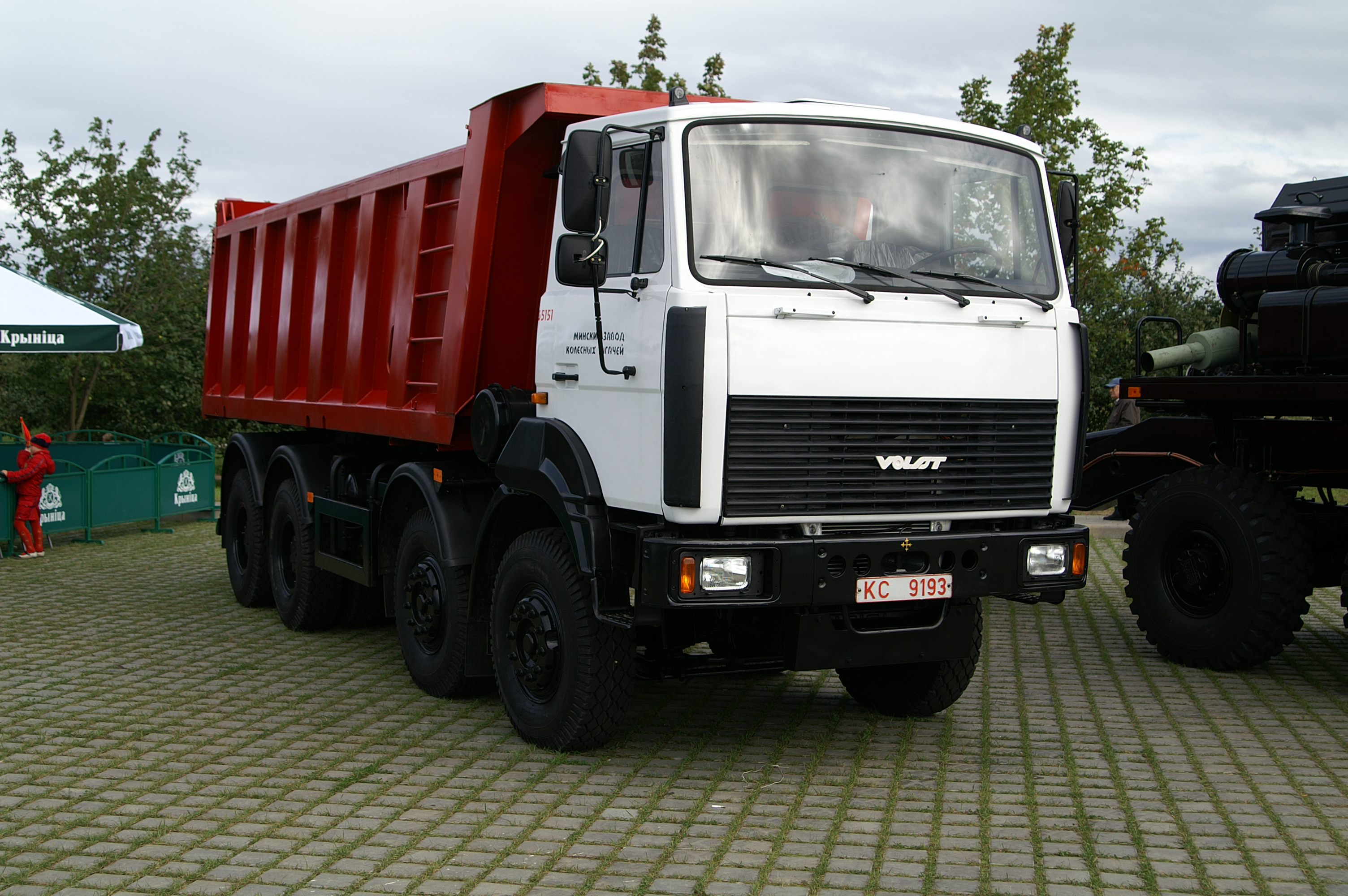
MZKT-65151
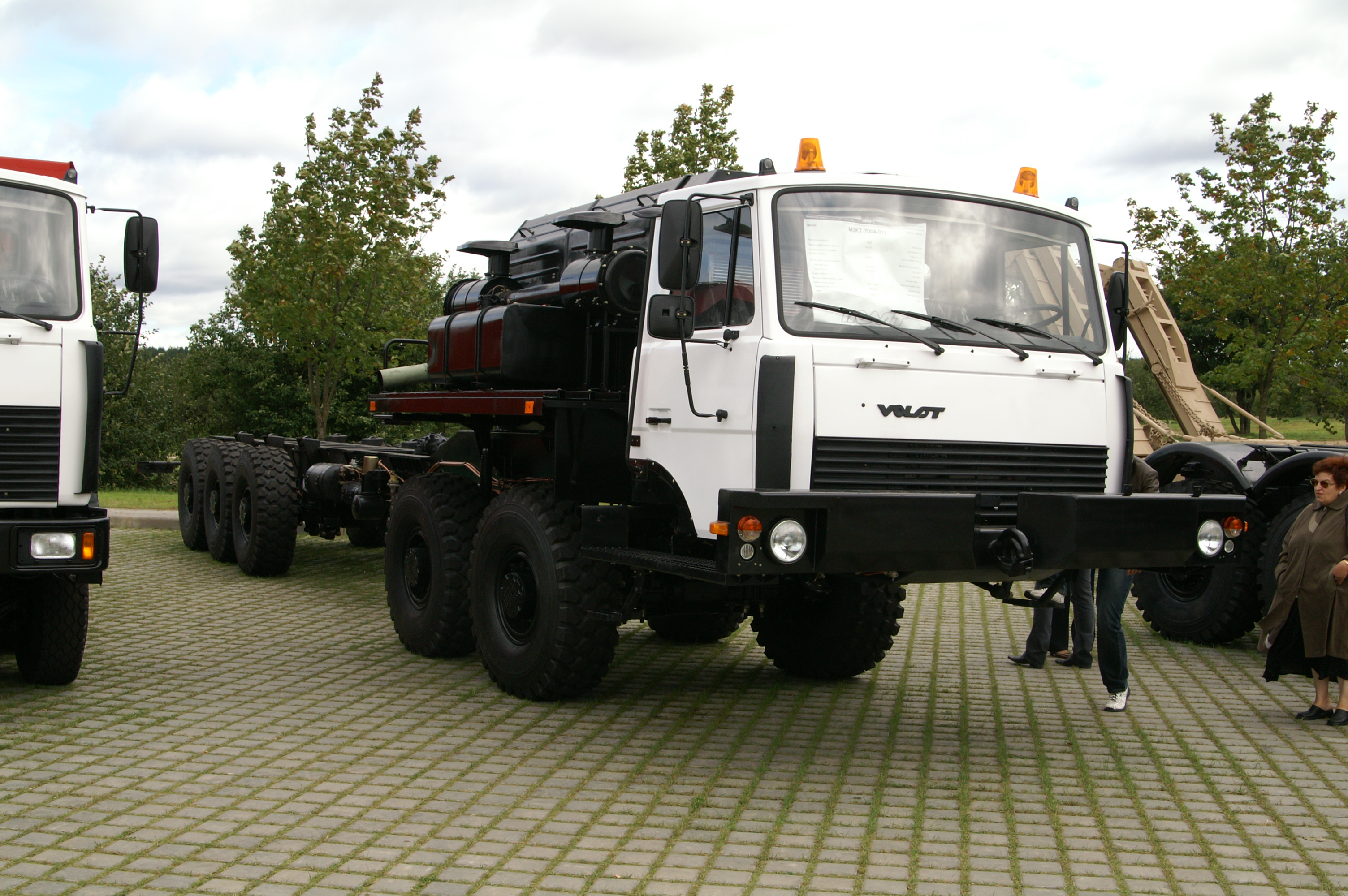
MZKT-7004
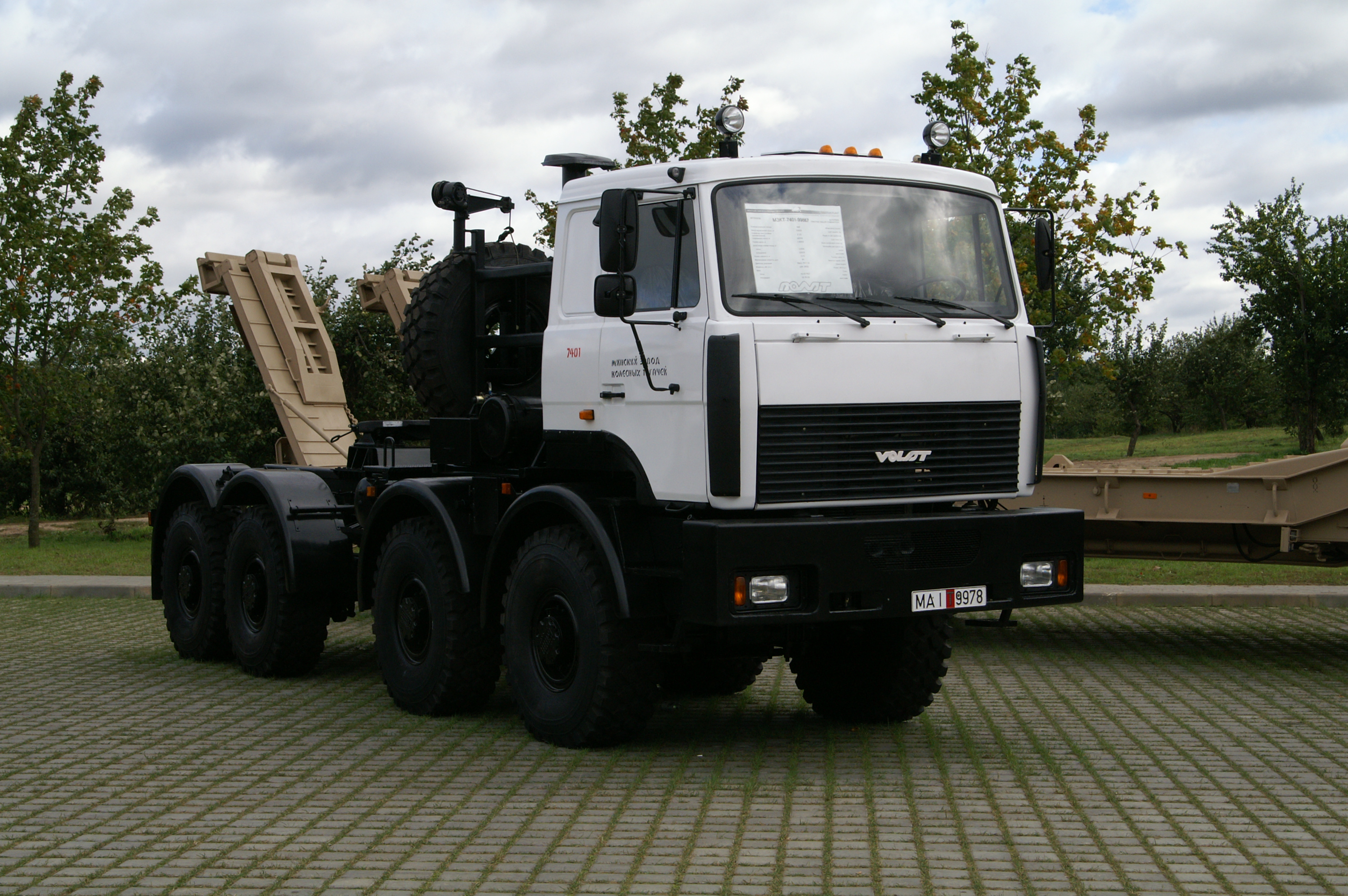
MZKT-7401
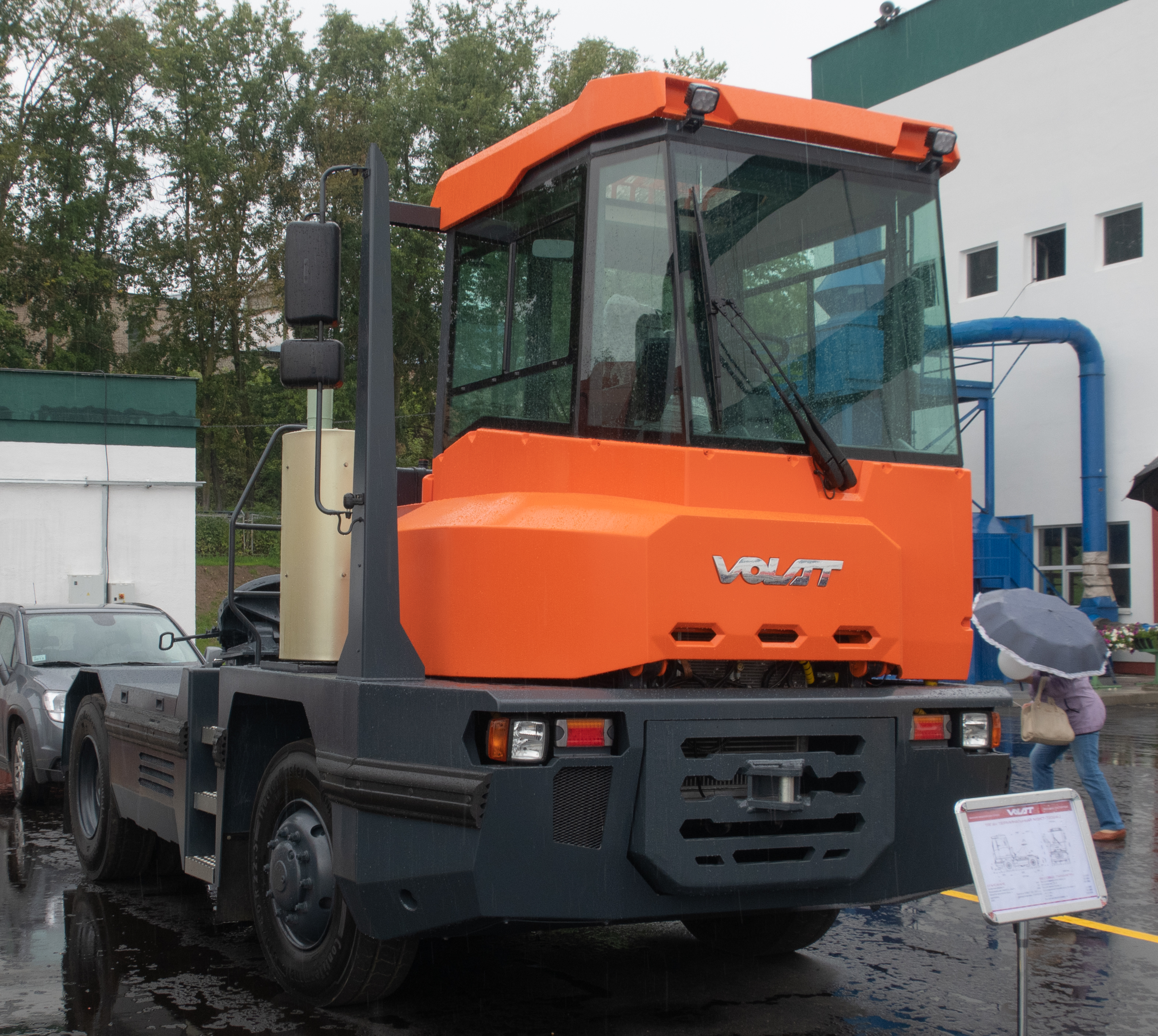
MZKT-730240 (tracteur portuaire)
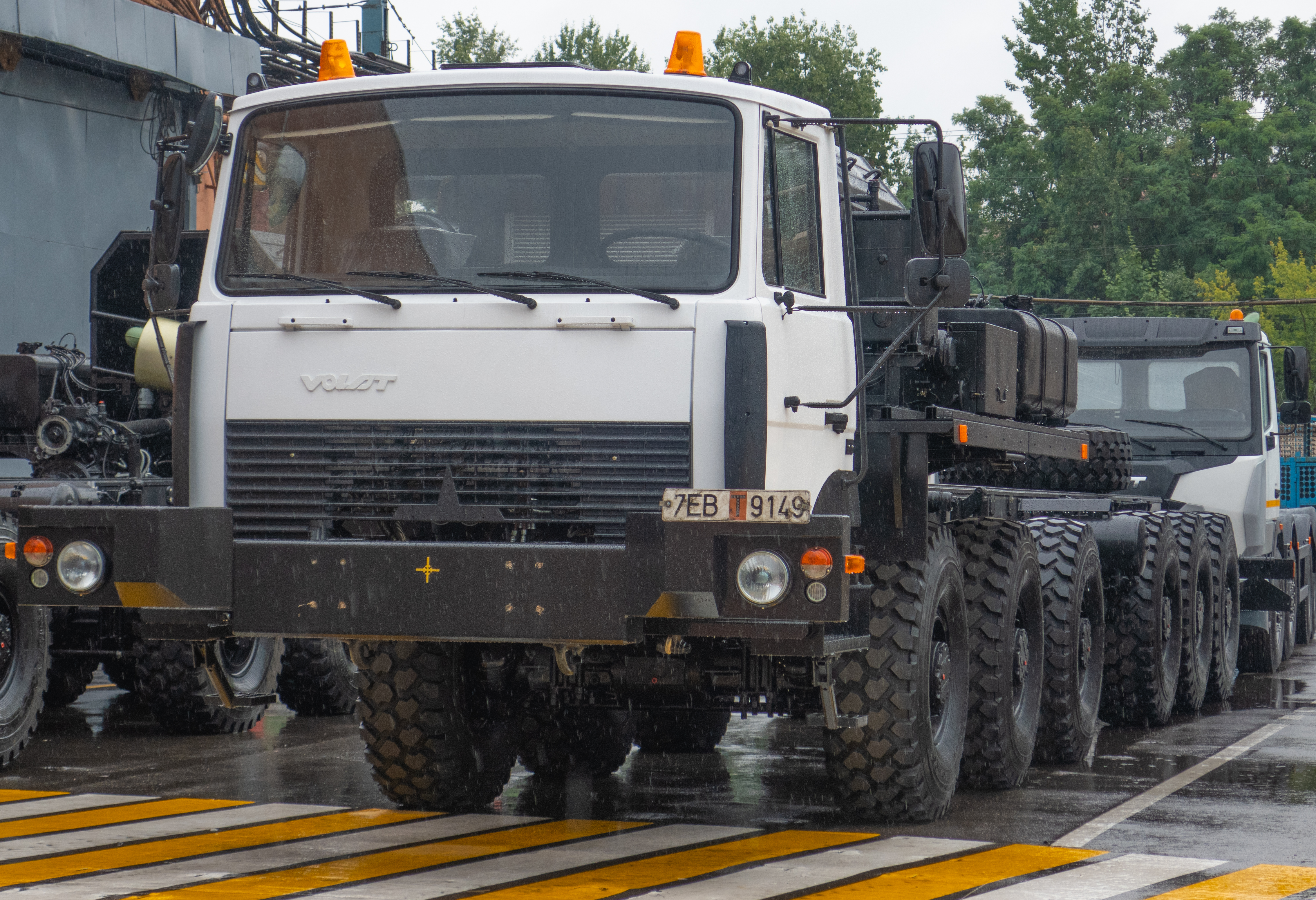
MZKT-700300
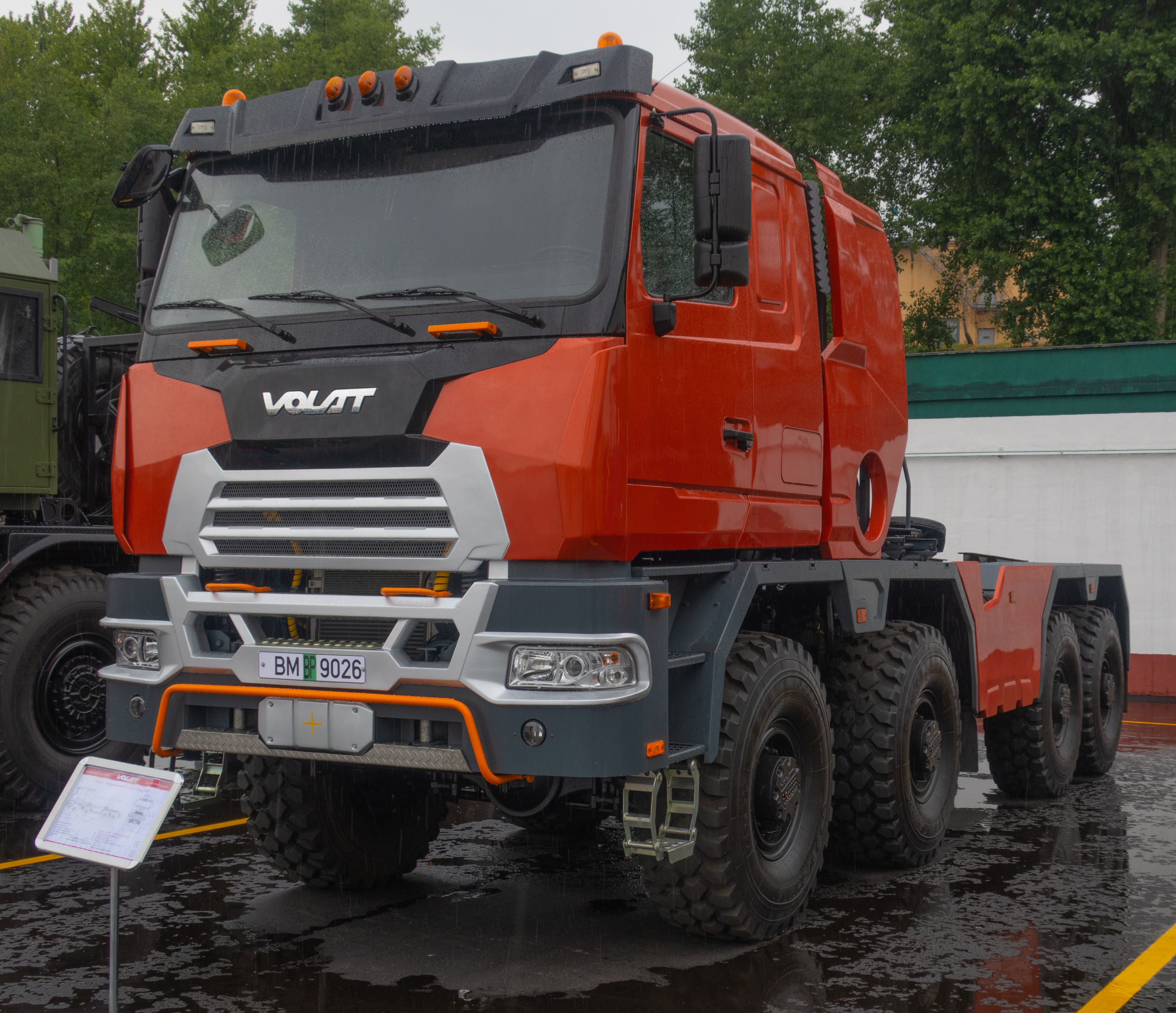
MZKT-750440